# Seznam članov Mestnega sveta Mestne občine Ljubljana (2014-2018)
Seznam članov Mestnega sveta Mestne občine Ljubljana v mandatu 2014-2018.

## Lista Zorana Jankovića
- Aleš Čerin
- Bojan Albreht
- Tomaž Kučič
- Iztok Kordiš
- Marjan Sedmak
- Nada Verbič
- Bruna Antauer
- mag. Mojca Lozej
- Emilija Mitrović
- Dunja Piškur Kosmač
- Anton Podobnik
- Danilo Šarić
- Francka Trobec
- Tjaša Ficko
- prof. Janez Koželj
- Dejan Crnek
- Julijana Žibert
- dr. Gregor Tomc
- Jelka Žekar
- Stanka Ferenčak Marin
- mag. Nevzet Porić
- dr. Marta Bon

## Slovenska demokratska stranka
- dr. Anže Logar
- Mojca Škrinjar
- Ksenija Sever
- Maja Urbanc
- Janez Moškrič
- Ida Medved

## SMC – stranka modernega centra
- dr. Dragan Matić
- dr. Zvezdana Snoj
- Ana Žličar
- Simona Pirnat Skeledžija
- Matej Javornik

## Nova Slovenija – Krščanski demokrati
- Mojca Sojar
- Mojca Kucler Dolinar
- Anton Kranjc

## Socialni demokrati
- Anton Colarič
- Irena Kuntarič Hribar

## SLS - Slovenska ljudska stranka
- Janez Žagar

## Levica
- Nataša Sukič

## Demokratična stranka upokojencev Slovenije
- Marija Horvat

## Samostojni svetnik Denis Striković
- Denis Striković

## Samostojni svetnik Anton Kastelic
- Anton Kastelic

## Samostojni svetnik Mirko Brnič Jager
- Mirko Brnič Jager